# کنوروویتس
کنوروویتس (به لهستانی:  Knurowiec) یک روستا در لهستان است که در گمینا برانگشچک واقع شده‌است.